# Антихрист (опера)
Анти́христ (дат. Antikrist) — единственная философско-религиозная опера датского композитора Руда Ланггора, написанная в 1921-23 годах (переработанная в 1926-30).
Одно из самых известных произведений композитора, входит в Датский культурный канон.

## История написания и исполнения
Либретто к первой версии оперы было написано композитором в 1921 году. Основой произведения стала одноимённая драматическая поэма датского писателя Питера Эггерта Бенсона, опубликованная в 1907 году. Ланггора также вдохновили романы Роберта Хью Бенсона «Властелин мира» (1907, опубликованный в 1909) и «Книга Судного дня» Эрнесто Дальгаса (1903).
Опера была закончена в феврале 1923 года. В её изначальной версии главного героя звали Аполлион (дат. Apollyon), который и был Антихристом. Композитор представил свою работу в Королевском театре Дании, но она была отклонена из-за неудачного либретто.
В 1926-30 годах Ланггор пересмотрел произведение, написав новое либретто и изменив под него музыку.
Опера имела много названий: «Зверь из Бездны» (дат. Dyret fra Afgrunden), «Антихрист» (дат. Modkrist), «Конец света» (дат. Sidste Tider), «Kremàscó» или «Krematio» (авторские неологизмы). На последней пересмотренной копии либретто стояло название «Погибель (Антихрист)» (дат. Fortabelsen (Antikrist)), вторая часть которого в итоге и была оставлена.
Новая версия оперы вновь была отвергнута Королевским театром из-за либретто. Датское радио поначалу также не приняло работу, но Ланггор упорствовал, и в 1940 году состоялась премьера пятой и шестой сцены оперы с финалом в виде трансляции по радио. В 1944 году композитор в последний раз попытался презентовать в Королевском театре первоначальную версию оперы в сокращённом и переработанном виде, но вновь потерпел неудачу. Полностью работа прозвучала уже после смерти Ланггора в 1980 году, а в 1986 году было организовано два концертных исполнения оперы. Тогда же она была записана на LP и CD (EMI).
Сценическая премьера оперы состоялась 2 мая 1999 года в Тирольском государственном театре Инсбрука. Режиссёром-постановщиком был Юха Хеманус, дирижировал Нильс Муус. Danacord выпустила этот спектакль на компакт-диске.
Премьера произведения в Дании состоялась в 2002 году, а в 2005 эта запись была выпущена на DVD. В сентябре 2015 года «Антихрист» был исполнен на фестивале в Рибе.

## Строение и сюжет
Опера не имеет традиционного сюжета и постоянных персонажей, а в основном состоит из монологов. Она начинается с пролога, в котором Антихрист является миру, и заканчивается его сокрушением в последней сцене. В остальных сценах рассказывается о его негативном влиянии на человечество с помощью аллегорических персонажей.
Действие оперы согласно эпиграфа происходит в конце 19-го века, ближе к нашему времени. Тем не менее, автор не хотел ограничивать оперу, определяя её точные временные рамки, сделав её таким образом независимой от времени.
Либретто оперы написано нечётким мистическим языком. Редкие диалоги в опере выглядят абсурдно, а персонажи говорят отдельными абстрактными символическими фразами. Хоровому пению отведена крайне малая роль. Ланггор использует обратный порядок слов, множество метафор, а также нестандартную пунктуацию, в частности двоеточия между словами и кавычки. Перед каждой сценой автор описывает ряд символов, которые должны находиться на сцене: сфера, меч, крест, безлистое дерево, бараний и бычий рог и т. п.
«Антихрист» состоит из 2 действий, поделенных на пролог и 6 сцен. Общая длительность исполнения оперы составляет приблизительно 1,5 часа.

### Действие первое
- Прелюдия
- Пролог

Солисты: Сатана (Люцифер) (баритон), Голос Бога
Люцифер призывает Антихриста восстать из Бездны, и Бог позволяет ему на некоторое время отправится в человеческий мир.
- Сцена первая: Свет Пустыни

Солисты: Дух Тайны (тенор), Эхо Духа Тайны (меццо-сопрано)
Введение, описывающее дух эпохи в тот момент, когда Антихрист входит в мир.
- Сцена вторая: Тщеславие

Солист: Уста, говорящие высокомерно (тенор)
Солист в популистском стиле рассказывает о убеждениях поклонников Антихриста.
- Сцена третья: Отчаяние

Солист: Уныние (Отчаяние) (тенор)
Персонаж поёт о пессимизме и апатии.

### Действие второе
- Картина четвертая: Похоть

Солисты: Великая блудница (сопрано), Багряный Зверь (тенор), Человечество (смешанный хор)
Великая блудница и Багряный Зверь олицетворяют похоть, гедонизм и эгоизм. Зверю в человеческом обличье поклоняется Человечество.
- Сцена пятая: Война всех против всех

Солисты: Великая Блудница, Ложь (тот же певец, что исполнял Зверя), Ненависть (бас), Голоса и Бесы (смешанный хор)
Ложь и Великая блудница спорят о истине и силе. Вмешивается Ненависть, но она не может уладить их ссору. Когда мир гибнет, Блудница и Ложь ссорятся спорят о том, что на самом деле произошло.
- Сцена шестая: Погибель

Солисты: Мистический Голос (баритон), Голос Бога
Мистический Голос проклинает Антихриста. Бог его сокрушает.
- Финал

Солисты: Смешанный хор
Воцаряется мир и хор представляет мораль: только Бог имеет силу, чтобы дать человеку способность проникнуть в суть мира и гармонии.

## Состав оркестра
- Деревянные духовые: 4 флейты, 3 гобоя, 3 кларнета, 4 фагота
- Медные духовые: 4 валторны, 4 трубы, 3 тромбона, 1 туба
- 2 комплекта литавр, ударные, колокола
- Челеста, фортепиано, арфа, орган (фисгармония)
- Струнные